# Вулиця Генерала Шаповала
Ву́лиця Генерала Шаповала — вулиця в Солом'янському районі міста Києва, місцевості Солом'янка, Кучмин яр. Пролягає від вулиці Мокрої до Солом'янської вулиці.
Прилучається Кавказька вулиця.

## Історія
Вулиця виникла у 1950-х роках під назвою Нова. З 1955 року отримала назву вулиця Механізаторів. 
Сучасна назва на честь українського військового діяча Генерала Шаповала — з 2019 року.

## Забудова
Майже вся забудова вулиці — промислова. Лише на початку знаходяться житлові комплекси «Пори року» (з 4-х будинків) та «Смарагдовий», один житловий будинок є наприкінці вулиці.